# Свердлильний верстат

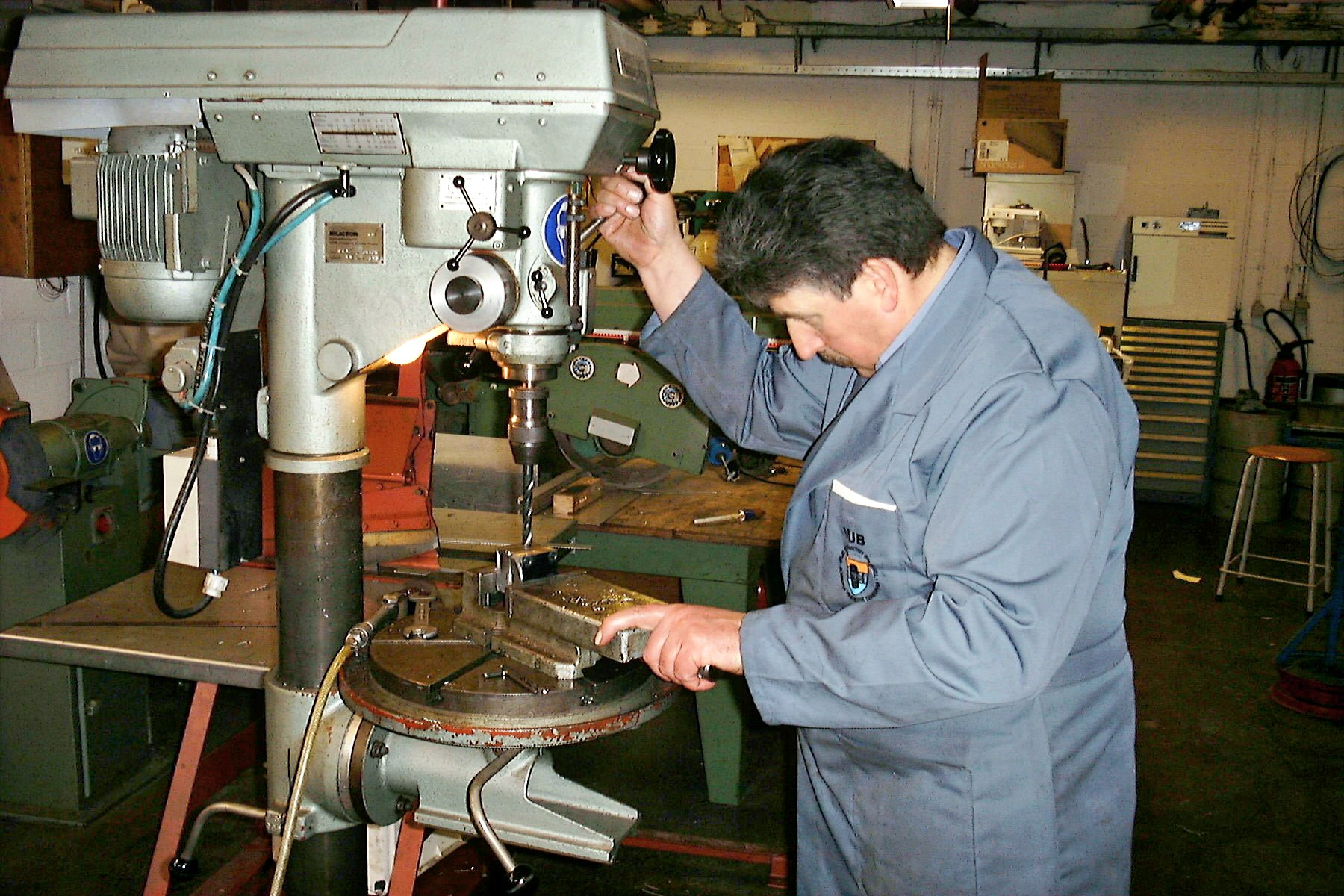
Вертикально-свердлувальний верстат

Свердлильні верста́ти (англ. Drill press, drilling machine)  — металорізальні верстати, призначені для свердління глухих і наскрізних отворів, розсвердлювання, зенкування, розвірчування, розточування і нарізування різьби. Основними формоутворюючими рухами при свердлувальних операціях є головний рух (обертальний) v і рух подачі s шпинделя верстата. Кінематичні ланцюги, що здійснюють ці рухи, мають самостійні органи налаштування iv і is, за допомогою яких встановлюються необхідна частота обертання інструменту і його подача.
Свердлувальні верстати поділяють на вертикально-свердлувальні настільні і колонні, радіально-свердлувальні, для глибокого свердління, центруючі і багатошпиндельні. Настільні верстати призначені для свердління отворів в сталевих деталях (σв = 500 — 600 МПа) найбільшого умовного діаметра 3, 6, 12 і 16 мм, вертикально-свердлувальні і радіально-свердлувальні верстати — для свердління отворів діаметром 18, 25, 35, 50 і 75 мм. Виліт радіально-свердлувальних верстатів становить 1300 — 2000 мм.
У вертикально-свердлувальному верстаті головним рухом є обертання шпинделя з закріпленим у ньому інструментом, а рух подачі — вертикальне переміщення шпинделя. Заготовку встановлюють на столі верстата або на фундаментну плиту, причому співвісність отвору заготовки і шпинделя досягається переміщенням заготовки.

## Класифікація
Свердлильні та розточувальні металообробні верстати за по ЕНІМС знаходяться у 2 групі та розділяються на 9 типів:
- Вертикально-свердлильні;
- Одношпиндельні напівавтоматичні;
- Багатошпиндельні напівавтоматичні;
- Одностійкові координатно-розточувальні;
- Ковальсько-пресові;
- Розточувальні;
- Алмазно-розточувальні;
- Горизонтально-свердлильні;
- Різні свердлильні.

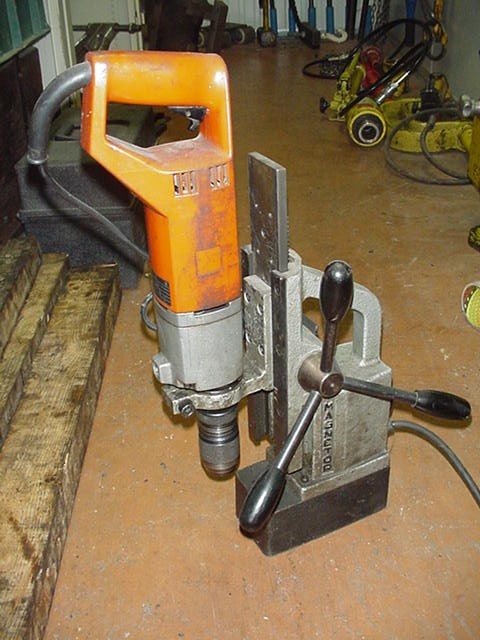
Мобільний магнітний сверлильний верстат

 Невеликі мобільні свердлильні верстати для побутового застосування та майстерень також класифікують за типорозміром:
- Портативні настільні (англ. portable or mini drill press) — встановлюються на поверхню верстака або стола. Зазвичай мають можливість регулювання швидкості, проте потужність, максимальний радіус та глибина свердлення найменш.
- Призначені для встановлення на стійку (англ. bench-top drill press) — дещо більші за розміром та потужністю верстати, використовуються для свердління металу, дерева, пластику тощо.
- Верстати для встановлення на підлогу (англ. free-standing drill press) — найбільші габарити та потужність в цій кваліфікації, для полегшення переміщення деякі верстати мають колеса.
- Магнітні (англ. magnetic drill press) — мобільні пристрої, що використовують постійний або електромагніт для закріплення верстата на поверхні для свердлення.